# Isola di Ivanov
L'isola di Ivanov (in russo: остров Иванова, ostrov Ivanova) è un isolotto russo nell'oceano Artico che fa parte della Terra di Zichy nell'arcipelago della Terra di Francesco Giuseppe.

## Geografia
L'isola di Ivanov si trova nella parte nord della Terra di Zichy a 700 m circa dalle coste nord-orientali dell'isola di Rainer; ha una forma allungata in direzione nord-sud e una lunghezza di circa 600 m.

## Isole adiacenti
- Isola di Rainer (остров Райнера, ostrov Rajnera), a sud-ovest.